# Martha Ripley
Martha George Ripley, född 30 november 1843 i Lowell, Vermont, död 1912, var en amerikansk läkare och grundare av Maternity Hospital i Minneapolis, Minnesota. Hon var ordförande för Minnesota Suffrage Association i sex år.